# Gjoa Haven
Gjoa Haven (Inuktitut: Uqsuqtuuq; ᐅᖅᓱᖅᑑᖅ) è un insediamento Inuit del Nunavut in Canada, vicino al Circolo polare artico, nella Regione di Kitikmeot, a 1000 km circa a nordest di Yellowknife, nei Territori del Nord-Ovest. Gjoa Haven è l'unico insediamento sull'Isola di Re Guglielmo.

## Nome
Il nome Gjoa Haven deriva dal norvegese "Gjøahavn" o "Gjøa's Harbour", e deriva dal nome dell'imbarcazione utilizzata dall'esploratore norvegese Roald Amundsen, chiamata Gjøa. Nella lingua inuktikut il nome del paese significa "abbondanza di grasso", in riferimento al grasso di balena presente nelle acque antistanti il centro.

## Storia
Nel 1903 Amundsen stava provando per la prima volta il tragitto del passaggio a nord-ovest; nel mese di ottobre i canali dove stava navigando si ghiacciarono (in particolare il Peel Sound), e Amundsen fece ancorare la propria nave Gjøa lungo la costa sudorientale dell'Isola di Re Guglielmo. La permanenza lì fu lunga, circa durò due anni. Spese la maggior parte del tempo per conoscere la cultura Inuit, imparando i loro modi di sopravvivenza e imparando ad usare i loro mezzi di trasporto. Tutte queste conoscenze furono importanti per lui nell'esplorazione del Polo Sud. Successivamente Amundsen esplorò la Boothia, alla ricerca del punto esatto definito Polo Nord magnetico. Alcuni degli abitanti di Gjoa Haven dichiarano di essere discendenti diretti di Amundsen e degli uomini del suo equipaggio.

## Popolazione
La continua crescita demografica di Gjoa Haven è dovuta al tradizionale fenomeno dello spostamento delle tribù nomadi Inuit alla ricerca di una vita sedentaria. Nel 1961 la città era abitata da sole 110 persone; nel 2001 invece era di ben 960 persone. Secondo gli ultimi dati del censimento 2016 la popolazione era di 1 324 abitanti, con una crescita in dieci anni del 19,6%. Gjoa Haven si è così espansa negli ultimi anni da doversi dotare di un nuovo aeroporto, situato a 68°37′56″N 95°52′04″W.